# Хорватський демократичний альянс Славонії і Барані
Хорватський демократичний альянс Славонії і Барані, ХДАСБ (хорв. Hrvatski demokratski savez Slavonije i Baranje, HDSSB) — регіоналістська, права  популістська політична партія в хорватських областях Славонія і Бараня. Офіційні кольори партії — червоний і золотий.

## Історія
Офіційно заснована 6 травня 2006, але бере свій початок на рік раніше, коли група місцевих політиків з Хорватського демократичного союзу  на чолі з суперечливим діячем Бранимиром Ґлавашем започаткувала політичну організацію з дуже схожою назвою — Хорватська демократична асамблея Славонії і Барані (хорв. Hrvatski demokratski sabor Slavonije i Baranje) напередодні місцевих виборів у травні 2005 р. Заявлена мета нового угруповання — регіональна реорганізація Хорватії з метою поліпшення обстановки у Славонії, яку, на думку Ґлаваша і його прибічників, центральний уряд у Загребі занехаяв. 
Центральний провід ХДС під керівництвом Іво Санадера засудив цю платформу і виключив Ґлаваша з партії. Проте більшість місцевих організацій ХДС пішли за Ґлавашем і його незалежним виборчим списком, який завоював відносну більшість у раді жупанії (хорв. županijska skupština) Осієк-Бараня і міській раді (хорв. gradsko vijeće) Осієка. Ця група незалежних 6 травня 2006 р. стала Хорватським демократичним альянсом Славонії і Барані. У 2008 році до його складу влилася Славонсько-Баранська хорватська партія, утворена ще на початку 1990 рр., колишня союзниця Соціал-демократичної партії Хорватії.   
На хорватських парламентських виборах 2007 партія здобула 44 552 голоси або 1,8% виборців, та одержала 3 місця в хорватському парламенті. На наступних виборах у 2011 р. ХДАСБ поліпшила свої позиції в хорватському парламенті, здобувши 6 місць.